# Melasse (Feuchthaltemittel)

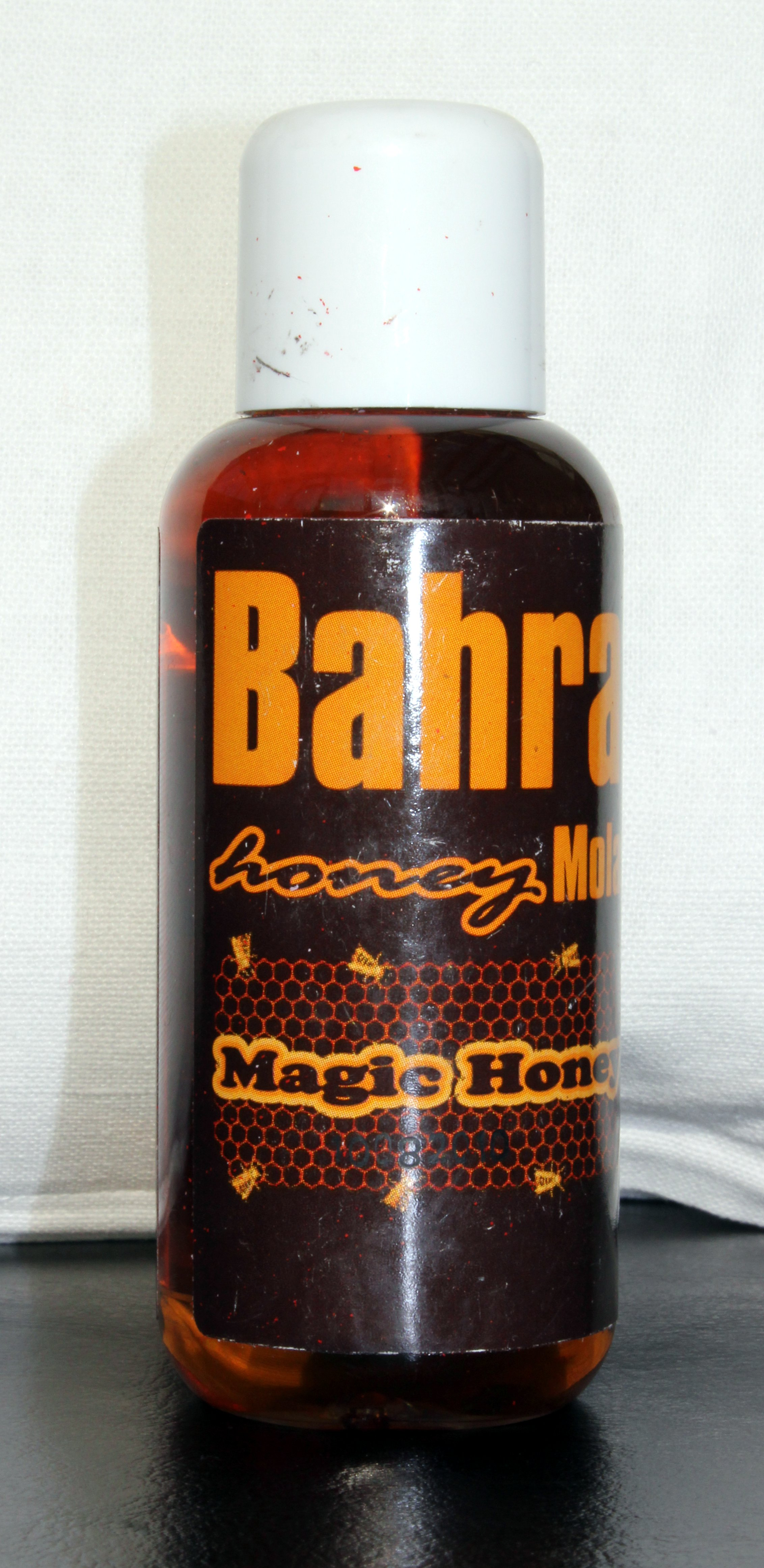
Eine 100-ml-Flasche Bahrain-Honig-Melasse

Als Melasse bezeichnet man ein Feuchthalte- bzw. Befeuchtungsmittel für Wasserpfeifentabake.

## Verwendung
Bis zum 20. Mai 2016 begrenzte § 1 der deutschen Tabakverordnung Rauchtabak auf maximal 5 % Feuchthaltemittelanteile an der Gesamtmasse. Für die optimale Rauchentwicklung benötigt man hingegen einen deutlich höheren Feuchthaltemittelgehalt von 25 bis 30 %, wie es in den Ursprungsländern der Wasserpfeifenkultur (Ägypten, Jordanien, Tunesien) gebräuchlich ist. Diese Restriktion wurde durch das deutsche Tabakerzeugnisgesetz aufgehoben und damit die Relevanz von reinen Melassen trivialisiert. In der Schweiz liegt gemäß der Schweizer Tabakverordnung seit 2007 der Grenzwert bei 60 Massenprozent.
Beim Gebrauch der Melasse wurde der Tabak einfach mit der Melasse beträufelt (ca. 10 ml auf 50 g), welche dann über mehrere Stunden in einem geschlossenen Gefäß einziehen musste. Anschließend konnte die entsprechend angefeuchtete Tabakware kulturgemäß konsumiert werden.

## Zusammensetzung
Bestandteile der Melasse sind Melasse, Glycerin, Wasser und gegebenenfalls Aromen, welche den Geschmack des Tabaks entsprechend beeinflussen.

## Vertrieb und Verkauf
Einer der bekanntesten Hersteller für Melasse ist Bahrain. Die handelsübliche Menge beträgt unabhängig von den Anbietern 100 ml. Da bereits 10 ml für die früheren Standard-Päckchen von 50 g Wasserpfeifentabak ausreichten, genügten ein Melassefläschchen für rund 10 Packungen Tabak. Nach den Änderungen der deutschen Tabakbestimmungen sind lediglich Restbestände zu finden.